# Kanji de l'année
Le kanji de l’année (今年の漢字, kotoshi no kanji) est choisi tous les ans par l’association The Japan Kanji Aptitude Testing Foundation pour représenter l'année écoulée,. À l'origine, le kanji de l'année devait permettre à la population de prendre conscience de l'excellence et de la signification des kanjis.
Un sondage est organisé chaque novembre sur le site web de l’association et une cérémonie pour présenter le kanji a lieu au temple Kiyomizu-dera à Kyoto pendant la journée des kanjis (ja) (漢字の日, kanji no hi) le 12 décembre.

## Liste des kanjis de l'année
| Année | Kanji | LectureSignification               | Évènements | 2e3e |
| ----- | ----- | ---------------------------------- | --- | ---- |
| 1995  | 震    | shintremblement                    | Le grand tremblement de terre de Hanshin-Awaji et le sentiment d’anxiété croissant dû à l’attentat au gaz sarin dans le métro de Tokyo et la faillite d’institutions financières. | 乱災 |
| 1996  | 食    | shokunourriture, manger            | Importante épidémie d’intoxications alimentaires causées par la bactérie E. coli O157 à la suite de la consommation de graines germées de radis servies lors de repas scolaires dans la ville de Sakai. Plus de 9 578 cas sont recensés dont 11 décès. | 菌汚 |
| 1997  | 倒    | tōtomber, s'écrouler               | Touchées par la crise économique, plusieurs maisons de titres et d’autres grandes entreprises japonaises font faillite. Au même moment, l’équipe japonaise de football se qualifie pour la Coupe du monde de l’année suivante,. | 破金 |
| 1998  | 毒    | dokupoison                         | Quatre personnes sont mortes et soixante-trois autres intoxiquées après avoir mangé du curry empoisonné lors d’une fête estivale dans la préfecture de Wakayama. | 不乱 |
| 1999  | 末    | suefin                             | Fin du premier millénaire et accident nucléaire de Tokaimura. | 乱核 |
| 2000  | 金    | kinor                              | La judoka Ryoko Tamura (aujourd'hui Ryoko Tani) et la marathonienne Naoko Takahashi remportent l'or aux Jeux olympiques de Sydney. Les sœurs jumelles centenaires Kin-san et Gin-san (dont les noms sonnent comme « or » et « argent ») décèdent. Introduction du billet de 2 000 ¥.                                                                                            | 乱新 |
| 2001  | 戦    | senguerre, bataille                | Attentats du 11 septembre 2001, guerre en Afghanistan et récession. | 狂乱 |
| 2002  | 帰    | kiretour                           | Un sommet se tient entre le Japon et la Corée du Nord à Pyongyang. Cinq citoyens japonais enlevés par la Corée du Nord retournent au Japon. | 北拉 |
| 2003  | 虎    | toratigre                          | Les Hanshin Tigers remportent la Ligue Centrale pour la première fois en 18 ans. Engagement des Forces japonaises d'autodéfense dans la guerre d'Irak, que certains décrivent comme « marcher sur la queue d'un tigre » (虎の尾を踏む, au figuré : prendre de grands risques).                                                                                                  | 戦乱 |
| 2004  | 災    | saidésastre                        | Plusieurs catastrophes : séisme de Chūetsu, typhon Tokage (en), accident à la centrale nucléaire de Mihama. | 韓震 |
| 2005  | 愛    | aiamour                            | Exposition universelle (愛・地球博), mariage de la princesse Sayako Kuroda. | 改郵 |
| 2006  | 命    | inochivie                          | Naissance du prince Hisahito d'Akishino. | 悠生 |
| 2007  | 偽    | nisefaux, imitation, contrefaçon   | Scandales d'utilisations de fausses étiquettes alimentaires, controverse d'imitation du parc à thèmes Beijing Shijingshan Amusement Park. | 食嘘 |
| 2008  | 変    | henchange                          | Nouveau Premier ministre, élection de Barack Obama (ses slogans de campagnes sont « Change we can believe in » et « The Change We Need »), changements dans l'économie mondiale (Grande Récession). | 金落 |
| 2009  | 新    | shinnouveau                        | Arrivée au pouvoir du Parti démocrate du Japon, pandémie de grippe A (2009年新型インフルエンザの世界的流行) | 薬政 |
| 2010  | 暑    | shochaleur, canicule               | Record de vagues de chaleur, causant la mort de plus de 100 personnes. | 中不 |
| 2011  | 絆    | kizunaliens                        | Mouvement de solidarité à la suite du séisme de Tōhoku, qui entraine aussi l'accident nucléaire de Fukushima. Plus de 15 000 victimes sont recensées. Le Premier ministre Naoto Kan publie un texte intitulé « Kizuna - The Bonds of Friendship » pour remercier la communauté internationale pour son aide.                                                                    | 災震 |
| 2012  | 金    | kinor                              | Sept médailles d'or aux Jeux Olympiques, Shinya Yamanaka remporte un Prix Nobel, une éclipse solaire est observée à travers le pays. | 輪島 |
| 2013  | 輪    | rinanneau, cercle                  | Tokyo est désignée comme ville-hôte des Jeux Olympiques d’été de 2020 (JO étant traduit par 五輪, « cinq anneaux »). | 楽倍 |
| 2014  | 税    | zeitaxe                            | Augmentation de la taxe sur la consommation de 5% à 8%. | 熱嘘 |
| 2015  | 安    | ansécurité, sûreté                 | Loi controversée sur les forces d’Auto-Défense (平和安全法制). | 爆戦 |
| 2016  | 金    | kinor                              | 12 médailles d'or aux Jeux Olympiques d'été, référence aux cheveux blonds (金髪) du nouveau président des États-Unis, Donald Trump. | 選変 |
| 2017  | 北    | kitanord                           | Tests de missiles de la Corée du Nord (en) qui survolent le Japon, mauvaise récolte de pommes de terre sur l'île septentrionale d'Hokkaidō. | 政不 |
| 2018  | 災    | saidésastre                        | Multiples catastophes naturelles : séisme à Osaka et à Hokkaidō, inondations dans l'ouest du pays, typhon Jebi... | 平終 |
| 2019  | 令    | reibeau, ordre                     | Début de la nouvelle ère japonaise Reiwa (令和). Référence aux ordres d'évacuation (避難命令) liés aux typhons Faxai et Hagibis. | 新和 |
| 2020  | 密    | mitsuétroit, dense, proche, intime | Règle des mittsu no mitsu (ja) (3つの密) martelée par le gouvernement japonais pendant la pandémie de Covid-19, qui appelle à éviter : mippei (密閉, les espaces clos) misshu (密集, les lieux bondés) missetsu (密接, les contacts rapprochés) | 禍病 |
| 2021  | 金    | kinor                              | Le nombre record de médailles d'or pour les athlètes japonais aux Jeux olympiques et paralympiques d'été de 2021. Les subventions aux entreprises et aides pour les ménages allouées en raison de la pandémie de Covid-19. La mise en circulation de nouveaux billets et d'une nouvelle pièce de 500 yens.                                                                      | 輪楽 |
| 2022  | 戦    | senguerre, bataille                | L’invasion de l'Ukraine par la Russie, l’assassinat de l’ancien premier ministre Shinzō Abe, les tirs de missiles nord-coréens dans la mer du Japon et la hausse des prix due à la dépréciation du yen. Dans le domaine du sport, les médailles remportées aux Jeux olympiques d'hiver de 2022 et la « bataille » menée par l’équipe du Japon à la Coupe du monde de football,. | 安楽 |
| 2023  | 税    | zeitaxe                            | La principale raison de ce choix est que les augmentations d'impôts ont été activement discutées tout au long de l'année ; une réduction d'impôt fixe de 40 000 yens pour l'impôt sur le revenu et l'impôt de résidence,. | 暑戦 |
| 2024  | 金    | kinor                              | Les médailles d'or remportées par les athlètes japonais aux Jeux olympiques de Paris, mais aussi les scandales politico-financiers et l'inflation,. | 災翔 |